# Jovan Oliver

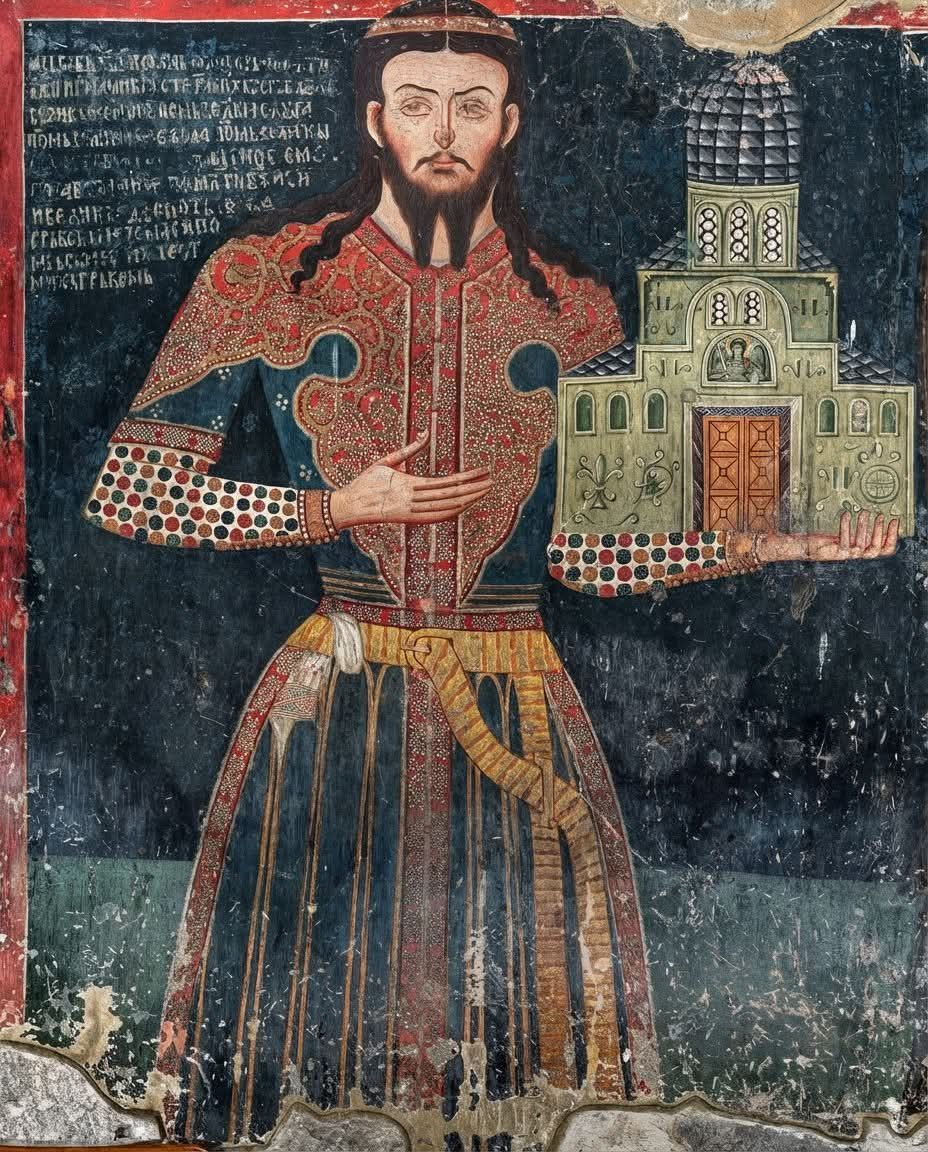
Jovan Oliver, Kloster Lesnovo, um 1341

Jovan Oliver (griechisch Ἰωάννης ὁ Λιβερος Ioannes o Liberos; * um 1310; † 1356) war ein serbischer Adeliger und Heerführer des Kaisers Stefan Dušan.
Sein Vater gehörte wahrscheinlich dem niederen Adel Serbiens an und hieß Grčin, der Name weist vielleicht auf eine griechische Herkunft ab. Einige Quellen weisen Oliver einen griechischen Vater und eine serbische Mutter zu. Jovan Oliver war mit Anna Maria verheiratet und hatte mit ihr sieben Kinder.
Es ist nicht bekannt, wie er es geschafft hatte, bis zum serbischen Hochadel aufzusteigen, aber es wird aufgrund seiner militärischen Leistungen angenommen. Er zeichnete sich besonders bei der Eroberung Makedoniens und Thessaliens aus. Von Stefan Dušan bekam er Lehen im heutigen Mazedonien. Jovan Oliver scheint schon um 1342 eine bedeutende Stellung besessen zu haben, als er gemeinsam mit Vratko Nemanjić an den Verhandlungen Stefan Dušan' mit Johannes VI. teilgenommen hatte. Gemeinsam mit Vratko führte er das serbische Heer an der Seite von Johannes VI. gegen Serres. Als sich Stefan Dušan 1346 zum Kaiser krönen ließ, wurde Oliver zunächst in den Sebastokratoren- und kurz darauf in den Despotenstand erhoben.  Er gehörte somit dem höchsten Hochadel an, mit dem Recht, eigene Münzen zu prägen. Damit war Jovan Oliver zweifellos einer der mächtigsten Fürsten im Kaiserreich. Er verstarb 1356, kurz nach dem Tode von Stefan Dušan. Die Ursache seines Todes, und warum seine Güter zwischen dem späteren Mitregenten Vukašin und dem Sebastokrator Dejan, dem Vater von Konstantin Dragaš, aufgeteilt wurden, obwohl Oliver sechs Söhne hatte, ist historisch nicht überliefert. Möglicherweise hatte er die Partei von Simeon Uroš unterstützt, deren Niederlage in das gleiche Jahr fällt. 
Historisch in Erinnerung blieb Jovan Olivers vor allem durch seine Stiftung des Klosters Lesnovo im heutigen Mazedonien.